# Fill del Cel

El fill del Cel fou un títol de King Wu de Zhou, i de sobirans posteriors de la Xina.

Fill del Cel és un títol imperial que prové dels antics emperadors xinesos Han i que posteriorment fou adoptat per altres monarquies de l'est asiàtic fundades en el principi teòric del mandat còsmic del Cel. El Fill del Cel és un emperador universal que governa tota la tianxia que comprèn "tot el que hi ha sota el cel". El títol va ser interpretat literalment només a la Xina i el Japó, i els monarques xinesos i japonesos s'hi referien com un semidéu, deïtat o "déu viu" escollit per la intel·ligència còsmica o l'entitat referida a com "els Cels", que en les fonts xineses antigues normalment rep el nom de l'univers.

## Història

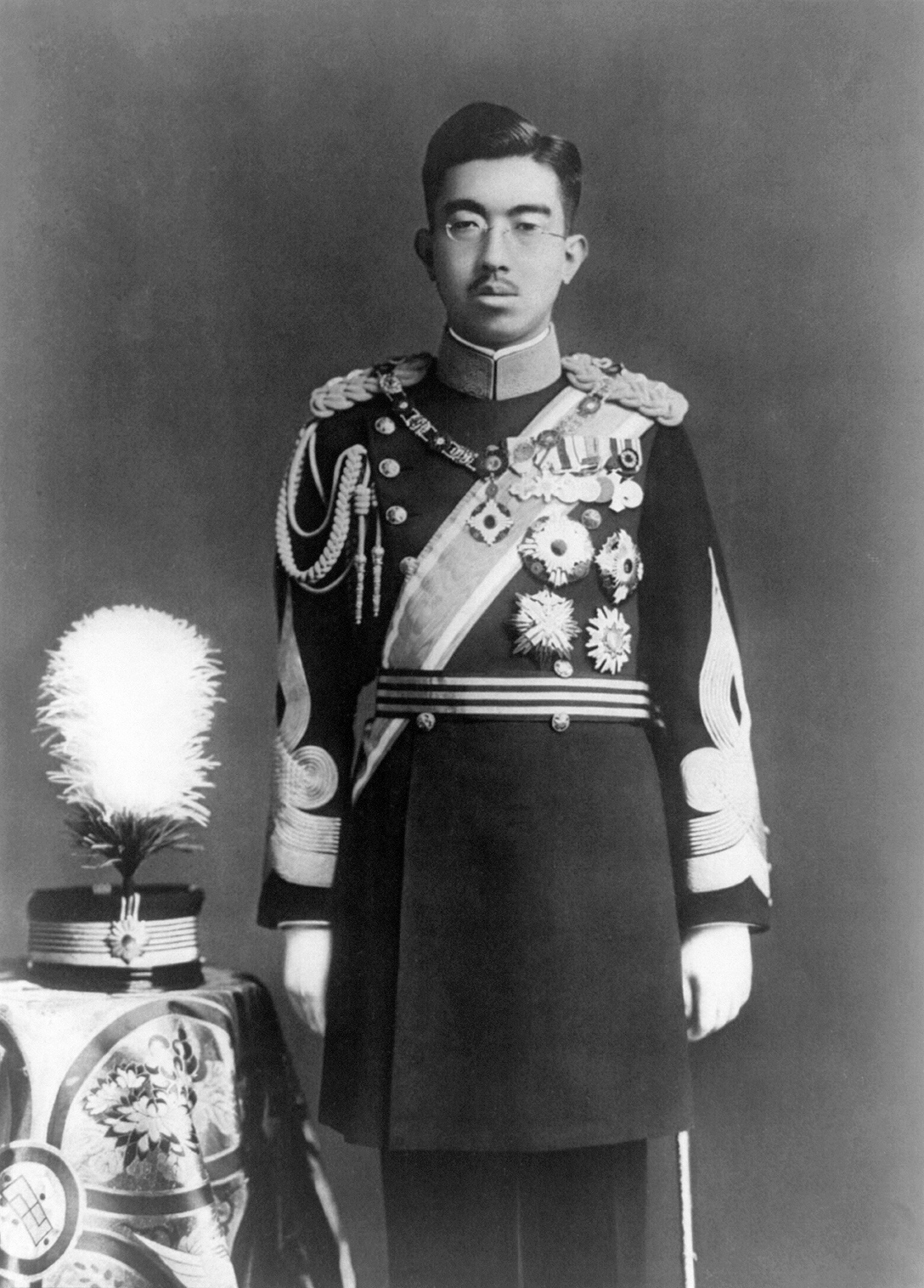
L'Emperador del Japó va governar com a descendent diví de la deessa del sol Amaterasu.

El títol de Fill del Cel prové del Mandat del Cel, creat pels monarques de la dinastia Zhou per justificar el final de la dinastia Shang. Van declarar que el Cel havia revocat el mandat de Shang i l'havia donat a Zhou com un càstig per la corrupció i la pèrdua de poder de Shang. El Cel va atorgar el mandat a qui estava més capacitat per governar. El títol va recaure a l'emperador que havia de ser responsable de la prosperitat i seguretat de la seva gent a través de l'amenaça de perdre el mandat.
L'antic títol imperial xinès Han més tard fou adoptat per l'Emperador del Japó durant el període Asuka. Japó va enviar missions diplomàtiques a la Xina, llavors sota el poder de la Dinastia Sui, formant lligams culturals i comercials. El període Yamato va modelar el seu govern a partir de la burocràcia imperial confuciana. Una missió de l'any 607 va enviar un missatge saludant a l'emperador Sui dient-li que era "el Fill del Cel a la terra des d'on surt el sol... fins on el sol s'amaga". El títol japonès va ser menys condicional que el seu homòleg xinès. No hi havia cap mandat diví que castigués l'emperador per governar injustament. El dret a governar de l'emperador japonès, descendent de la deessa del sol Amaterasu, era absolut.
El títol vietnamita Thiên tử era més similar al Fill del Cel xinès. Un mandat diví va donar a l'emperador vietnamita el dret de governar, però es basava en la seva habilitat per governar i no en el seu llinatge. L'adopció a Vietnam d'un govern burocràtic confucià dirigit pel Fill del Cel va portar a la creació d'un sistema tributari vietnamita al sud-est asiàtic adaptat al sistema sinocèntric xinès.
El Fill del Cel sovint era un dels diversos títols que adoptaven els monarques de l'est asiàtic. L'emperador Taizong de Tang va adoptar el títol de Fill del Cel i el títol utilitzat a l'Àsia central de Tengeri Qaghan o Emperador estimat per Déu, el qual va obtenir després de derrotar a Tujue. Els monarques japonesos van emprar el títol de tenno o Emperador Celestial, un nom que també apel·la a la connexió de l'emperador amb el Cel.